# Jefferson, North Carolina
Jefferson är administrativ huvudort i Ashe County i North Carolina. Orten har fått sitt namn efter Thomas Jefferson som var USA:s vicepresident då orten grundades år 1799. Jefferson hade 1 611 invånare enligt 2010 års folkräkning.